# Kiersey Clemons

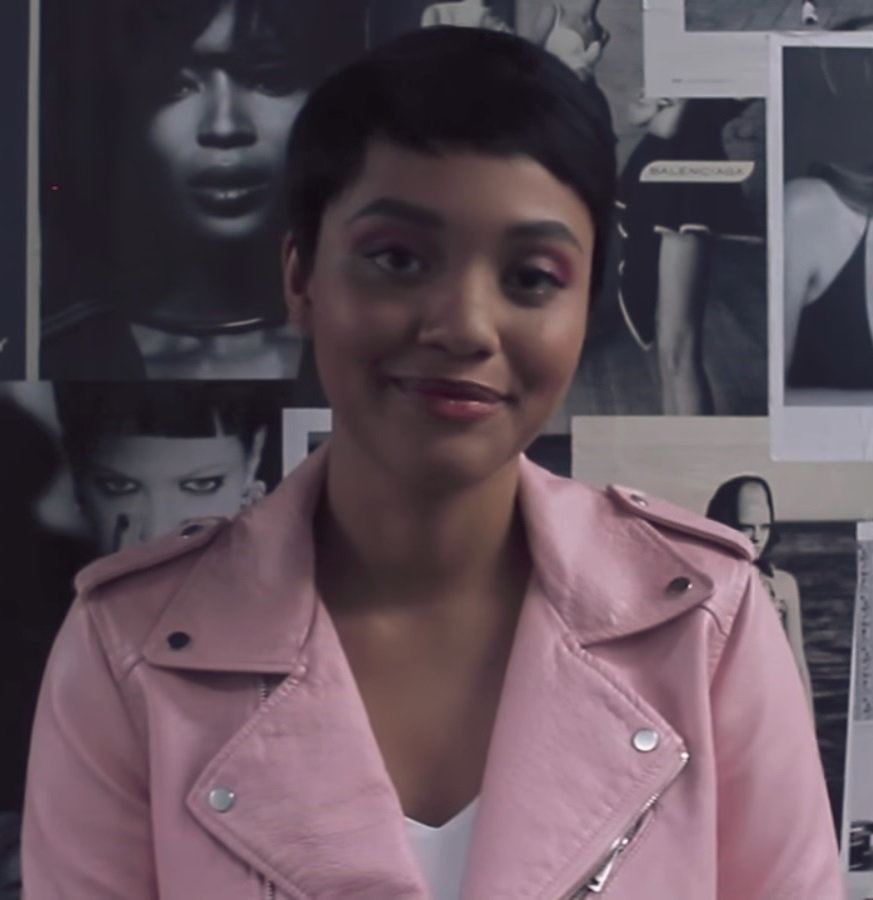
Kiersey Clemons, 2016

Kiersey Nicole Clemons (* 17. Dezember 1993 in Los Angeles, Kalifornien) ist eine US-amerikanische Schauspielerin und Sängerin.

## Leben und Karriere
Kiersey Clemons wurde im Dezember 1993 in Los Angeles im US-Bundesstaat Kalifornien geboren. 
Ihre Karriere begann Clemons 2010 in zwei Episoden der Disney-Channel-Sitcom Shake It Up – Tanzen ist alles als Danielle. Danach folgte 2011 jeweils ein Gastauftritt in Meine Schwester Charlie und Bucket & Skinner. Bekannt wurde Clemons durch die Rolle der Kira Starr in der ebenfalls vom Disney Channel produzierten Fernsehserie Austin & Ally. In der Sitcom ist sie seit 2013 zu sehen. Zur selben Zeit erhielt sie ihre erste Hauptrolle. In dem Disney Channel Original Movie Halfpipe Feeling verkörperte Clemons die Rolle der Skye Sailor.
Im Mai 2014 spielte sie in Trey Songz Musikvideo zu Smart Phones mit. Außerdem arbeitet sie gemeinsam mit Pharrell Williams an ihrem ersten Album. In der Amazon-Serie Transparent ist sie in einer Nebenrolle zu sehen. Im September 2014 erhielt sie an der Seite von Victoria Justice eine Hauptrolle in der MTV-Thrillerserie Eye Candy, in der sie von Januar bis März 2015 in die Rolle der Sophia zu sehen war. Weitere Film- und Fernsehrollen folgten. Ihr Schaffen umfasst mehr als 40 Produktionen. 

## Filmografie (Auswahl)
- 2010: Shake It Up – Tanzen ist alles (Shake It Up, Fernsehserie, 2 Episoden)
- 2010: Bucket & Skinner (Bucket & Skinner's Epic Adventures, Fernsehserie, Episode 1x09)
- 2010: Meine Schwester Charlie (Good Luck Charlie, Fernsehserie, Episode 2x22)
- 2013: Austin & Ally (Fernsehserie, 8 Episoden)
- 2013: CSI: Vegas (CSI: Crime Scene Investigation, Fernsehserie, Episode 14x05)
- 2014: Halfpipe Feeling (Cloud 9, Fernsehfilm)
- 2014–2015: Transparent (Fernsehserie, 9 Episoden)
- 2015: Extant (Fernsehserie, 11 Episoden)
- 2015: Eye Candy (Fernsehserie, 10 Episoden)
- 2015: Dope
- 2015–2016: New Girl (Fernsehserie, 2 Episoden)
- 2016: Bad Neighbors 2 (Neighbors 2: Sorority Rising)
- 2016–2019: Easy (Fernsehserie, 4 Episoden)
- 2017: Flatliners
- 2017: The Only Living Boy in New York
- 2017: Michael Jackson’s Halloween (Stimme)
- 2018: An L.A. Minute
- 2018: Herzen schlagen laut (Hearts Beat Loud)
- 2018: Little Bitches
- 2018: Angie Tribeca (Fernsehserie, 10 Episoden)
- 2019: Sweetheart
- 2019: Rent: Live (Fernsehmusical)
- 2019: Susi und Strolch (Lady and the Tramp)
- 2020: Scooby! Voll verwedelt (Scoob!, Stimme)
- 2020: The Ball Method (Kurzfilm)
- 2020: Antebellum
- 2021: Zack Snyder’s Justice League
- 2021: Asking for It
- 2021: Fairfax (Fernsehserie, 8 Episoden, Stimme)
- 2022: Am I OK?
- 2023: Jemand, den ich mal kannte (Somebody I Used to Know)
- 2023: The Young Wife
- 2023: The Flash
- 2023: Praise Petey (Fernsehserie, 10 Episoden, Stimme)
- seit 2023: Monarch: Legacy of Monsters  (Fernsehserie)